# Tui, Galicia

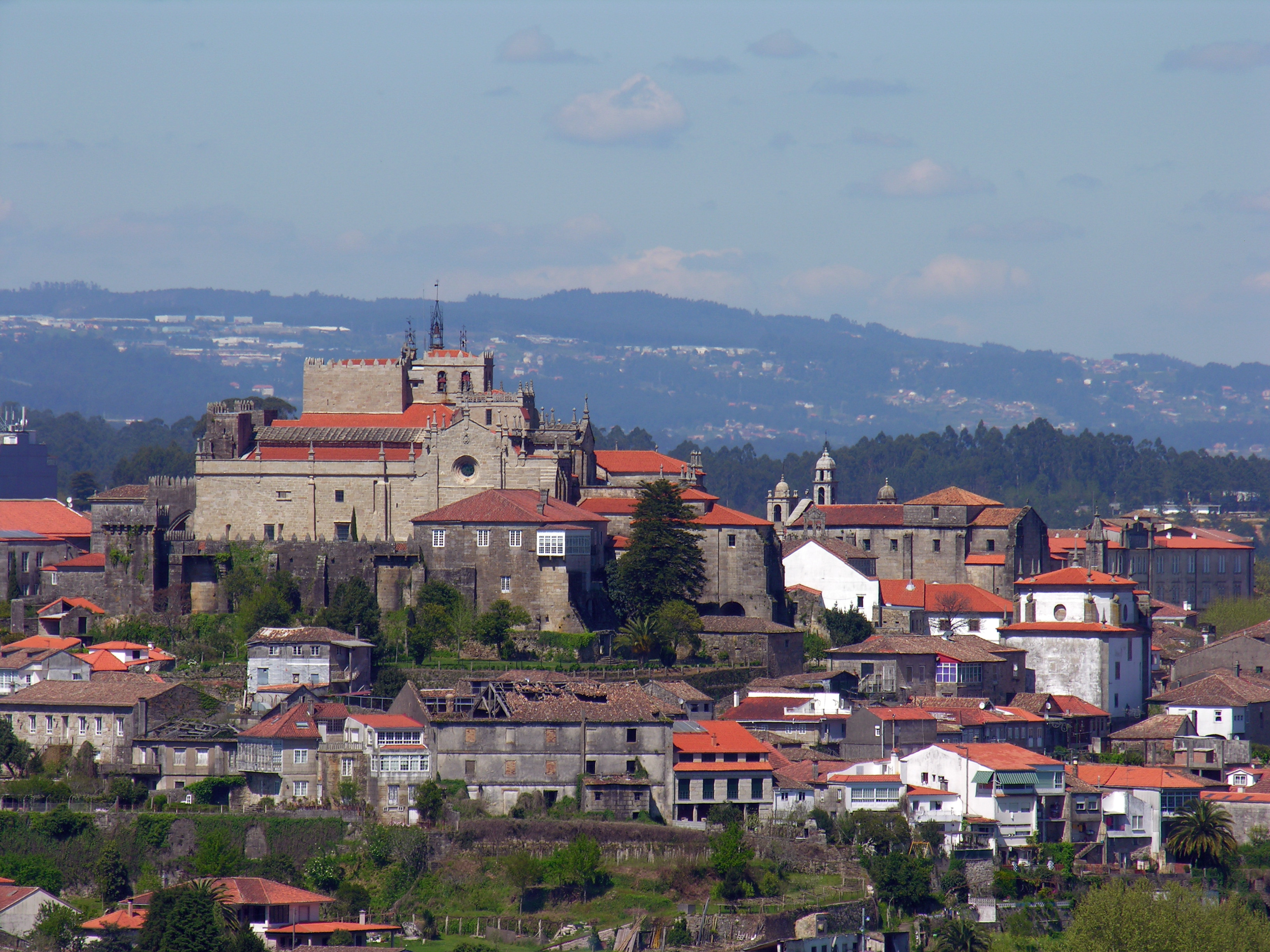
Tui, Pontevedra, Galicia

Tui là một đô thị trong tỉnh Pontevedra, Galicia, Tây Ban Nha. Dân số 15.350 người (2003). Tui nằm ở comarca O Baixo Miño trên hữu ngạn sông Miño, đối diện với thị trấn Valença của Bồ Đào Nha. Đô thị Tui bao gồm 11 giáo xứ: Randufe, Malvas, Pexegueiro, Areas, Pazos de Reis, Rebordáns, Ribadelouro, Guillarei, Paramos, Baldráns và Caldelas.
Có hai cây cầu nối Tui và Valença: Cầu quốc tế Tui (được người Bồ Đào Nha gọi là cầu Quốc tế Valença hoặc "cầu Hữu nghị"), hoàn thành vào năm 1878 dưới sự chỉ đạo của Pelayo Mancebo, và một cây cầu hiện đại từ những năm 1990. Do Bồ Đào Nha và Tây Ban Nha đều là những bên ký kết Hiệp ước Schengen, thông thường không có thủ tục nào khi đi qua cửa khẩu đông đúc nhất ở miền bắc Bồ Đào Nha.